# Trichocerapoda arrosta
Trichocerapoda arrosta är en fjärilsart som beskrevs av Dyar 1921. Trichocerapoda arrosta ingår i släktet Trichocerapoda och familjen nattflyn. Inga underarter finns listade i Catalogue of Life.